# Con la vida del otro
Con la vida del otro es una obra de teatro, con un prólogo y dos actos, escrita por Carlos Llopis y estrenada en 1945.

## Argumento
Comedia policíaca que se centra en el asesinato de un célebre actor. Para resolver el crimen, la policía decide requerir la ayuda del desafortunado Víctor Valdés, el doble del finado cuyo físico es casi idéntico. Los enredos sucesivos complicarán la trama.

## Representaciones destacadas
- Teatro
  - Estreno, 1945. Intérpretes: Ismael Merlo, Ana María Morales, María Luisa Colomina, Carmina Merlo, José Sepúlveda, Francisco Piquer.

- Cine
  - La culpa la tuvo el otro (Argentina, 1950). Dirección: Lucas Demare. Intérpretes: Luis Sandrini, Marisa Zini, Eduardo Sandrini, Alita Román.
  - Escuela de rateros o Con la vida del otro (México, 1956). Dirección: Rogelio González. Intérpretes: Pedro Infante, Yolanda Varela, Rosita Arenas, Rosa Elena Durgel, Eduardo Fajardo.
  - ¡Persiguelas y... alcánzalas!  (México, 1969). Dirección: Raúl de Anda. Intérpretes: Enrique Guzmán, Rosa María Vázquez.

- Televisión
  - Primera fila, Televisión española, 15 de abril de 1964. Dirección: Pedro Amalio López. Intérpretes: Juanjo Menéndez, Carmen Lozano, Elisa Ramírez, Manuel Alexandre, Daniel Dicenta, José María Escuer, Manuel Torremocha, Mari Paz Ballesteros.
  - Telecomedia de humor, Televisión española, 1967. Dirección: Fernando Siro. Intérpretes: Jesús Puente, Tina Sáinz, José Sacristán, Víctor Valverde, Amparo Baró, Gemma Cuervo.
  - Estudio 1, Televisión española, 1971. Dirección: Cayetano Luca de Tena. Intérpretes: Rafael Alonso, Nuria Carresi, Alfonso del Real, Luis Varela, Maite Brik, Ricardo Merino, José Caride.
  - Pasen y vean, Televisión española, 1997. Dirección: Intérpretes: Luis Varela, Juanito Navarro, José Luis Manrique, Loreto Valverde.